# Долина, Лариса Александровна
Лари́са Алекса́ндровна До́лина (урождённая Кудельман, в первом браке Миончи́нская; род. 10 сентября 1955, Баку, Азербайджанская ССР, СССР) — советская и российская эстрадная певица, актриса; народная артистка Российской Федерации (1998). Член партии «Единая Россия» (с 2003 года).
Репертуар певицы включает песни в стилях джаз и поп-музыка. Наиболее известные песни в её исполнении — «Погода в доме» и «Стена». Лауреат национальной российской музыкальной премии «Овация» (1994, 1996, 1997).

## Биография

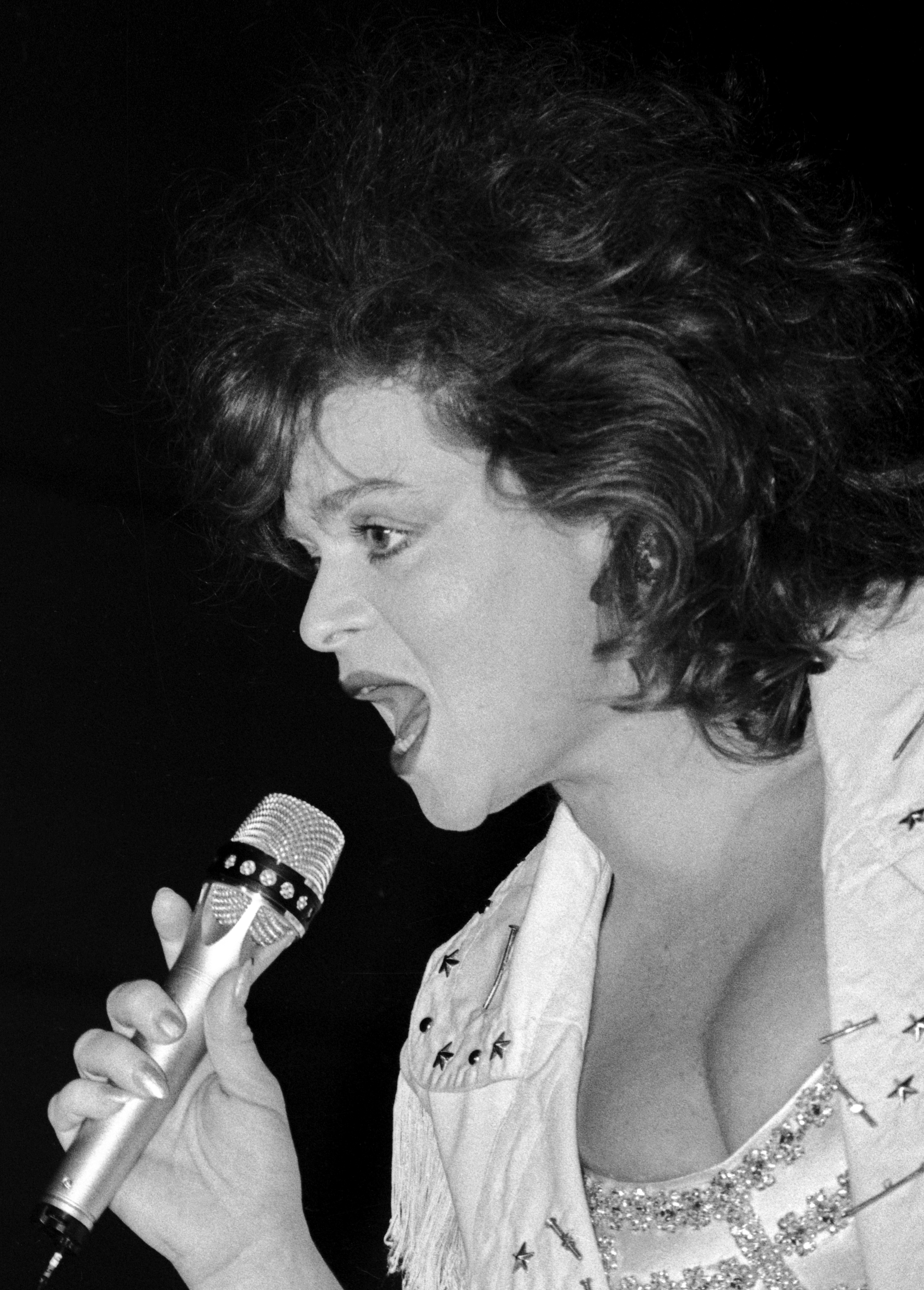
1988 год

Родилась 10 сентября 1955 года в столице Азербайджанской ССР — городе Баку, в еврейской семье. Отец — Александр Маркусович Кудельман, мать — Галина Израилевна Кудельман (урождённая Долина). В трёхлетнем возрасте переехала с родителями в их родной город — Одессу.
В возрасте шести лет поступила в одесскую детскую музыкальную школу, которую окончила по классу виолончели в 1970 году. Среднюю общеобразовательную школу в Одессе окончила экстерном.
Музыкальная карьера началась в 1971 году в эстрадном оркестре «Мы одесситы». В дальнейшем была солисткой таких музыкальных коллективов, как «Государственный эстрадный оркестр Армении» под руководством Константина Орбеляна и «Государственный эстрадный ансамбль Азербайджана» под руководством Полада Бюльбюль оглы.
После того, как в 1978 году Долина была удостоена второй премии и звания лауреата на 11-м Всероссийском конкурсе исполнителей советской песни в Сочи, её пригласили на работу в эстрадно-джазовый оркестр «Современник» под управлением Анатолия Кролла (бывший оркестр Эдди Рознера). В 1981 году Анатолием Кроллом была подготовлена концертная программа «Антология джазового вокала», с которой Лариса Долина и Вейланд Родд-младший в сопровождении оркестра выступали с аншлагами во многих республиках Советского Союза. Один из номеров, с которым Лариса выступала в этой программе, впоследствии появился в комедийном мюзикле «Мы из джаза» (1983) режиссёра Карена Шахназарова, где она предстала в образе чернокожей кубинской певицы Клементины Фернандес.
В 1984 году окончила эстрадное отделение Музыкального училища имени Гнесиных в Москве. Спустя год Долина начала сольную карьеру, впервые выпустив собственную концертную программу «Затяжной прыжок» в качестве режиссёра-постановщика. В 1987 году окончила эстрадный факультет по классу вокала Государственного музыкально-педагогического института имени Гнесиных. После этого певица поставила ещё несколько своих программ: «Контрасты» (1987), «Льдинка» (1989), «Маленькая женщина» (1990), «К 20-летию творческой деятельности» (1992), «Что хочу, то и пою» (1992). В 1995 году представила программу «Я не нравлюсь себе», в 1996 году — «Погода в доме», в 1997 году — «Хочу быть любимой». За эти годы певица объехала с концертами всю страну.
До 1992 года сотрудничала с ленинградским композитором и поэтом-песенником Виктором Резниковым.
В 1996 году поэт Михаил Танич и композитор Руслан Горобец написали для Ларисы Долиной песню «Погода в доме», принёсшую певице всероссийскую популярность. По её словам, этот шлягер стал для неё «счастливым билетом».
С 10 июля 2002 по 18 сентября 2012 года являлась членом Совета при Президенте Российской Федерации по культуре и искусству. В 2003 году стала членом партии «Единая Россия».
6 ноября 2007 года в Большом зале Московской государственной консерватории имени П. И. Чайковского состоялся «Джордж Гершвин Гала» — концерт известного пианиста Дениса Мацуева, его джазового трио и Государственного симфонического оркестра «Новая Россия». Лариса Долина принимала участие в этом представлении — исполнила несколько классических джазовых композиций Джорджа Гершвина.
14 мая 2010 года на сцене Центрального академического театра Российской армии (ЦАТРА) состоялась премьера мюзикла «Любовь и шпионаж», в котором певица сыграла сразу несколько ролей. Композитор Максим Дунаевский сочинил этот мюзикл специально для Долиной. Партнёром певицы стал актёр Дмитрий Харатьян.
Летом 2013 года Долина была приглашена в музыкальный телепроект «Первого канала» «Универсальный артист» как член жюри, но захотела стать участником шоу и в итоге стала его победителем.
Лариса Долина ведёт педагогическую деятельность. В июле 2016 года назначена на должность заведующего кафедрой эстрадно-джазового пения факультета музыкального искусства Московского государственного института культуры (МГИК). Является членом Учёного совета МГИК (по состоянию на 6 января 2021 года).
В апреле 2020 года приняла участие в первом сезоне развлекательного вокального телевизионного шоу «Маска» на НТВ, в котором под маской «Оленя» стала одним из четырёх финалистов.
30 октября 2020 года Лариса Долина была гостем телепередачи «Линия жизни» на телеканале «Культура». В 2021 году вернулась на телеканал, где с 13 ноября по 11 декабря была одним из членов жюри телепроекта «Большой мюзикл».
25 апреля 2021 года в концертном зале «Крокус Сити Холл» Лариса Долина представила юбилейную концертную программу «Портфолио» в сопровождении Камерного ансамбля «Солисты Москвы» под управлением Народного артиста России Юрия Башмета и Московского Джазового Оркестра под управлением Народного артиста России Игоря Бутмана.
В 2021 году принимала участие в музыкальном телешоу «Дуэты» на телеканале «Россия-1».
Осенью 2022 года, в числе других провластных звёзд российской эстрады поддерживающих российскую агрессию против Украины, приняла участие в записи песни и пропагандистского клипа «Встанем».
С января 2023 года принимала участие в шоу «Три аккорда» на «Первом канале» и стала победителем седьмого сезона проекта.
В 2023 году принимала участие во втором сезоне телешоу «Аватар» на НТВ, где управляла аватаром «Муха-Цокотуха».

## Санкции
18 марта 2015 года выступила вместе с президентом России Владимиром Путиным на Красной площади в Москве на праздничном концерте, посвящённом годовщине не признанного большинством государств присоединения Крыма Россией. Через три года, согласно приказу Министерства культуры Украины от 6 марта 2018 года, была включена в перечень лиц, которые «создают угрозу национальной безопасности Украины», вследствие чего ей был запрещён въезд на территорию Украины.
7 января 2023 года, на фоне вторжения России на Украину, внесена в санкционные списки Украины «за посещение оккупированных территорий после начала вторжения, участие в пропагандистских концертах, публичную поддержку войны и режима Путина». Предполагается блокировка активов, полное прекращение коммерческих операций, остановка выполнения экономических и финансовых обязательств.
1 июня 2022 года Латвия запретила въезд в страну Долиной за поддержку и оправдание агрессии России на Украине. 3 февраля 2023 года внесена в санкционный список Канады как причастная к распространению российской дезинформации и пропаганды. Ранее Долина была внесена ФБК в список коррупционеров и разжигателей войны из-за участия в концертах в поддержку войны против Украины. Провоенная позиция Долиной была причиной отмены её концерта в Казахстане.
16 декабря 2024 года внесена в санкционный список в рамках 15-го пакета санкций Евросоюза за проведение концертов на оккупированной территории Донбасса.

## Семья
Бабушка — Анна Марковна Долина (1909—1961). Отец — Александр Маркусович Кудельман (1929—1988), в годы Великой Отечественной войны был с родителями Маркусом Овсеевичем и Любой Лейзеровной Кудельман и братом Леонидом (1926) эвакуирован из Одессы (улица Хворостина, дом 52, кв. 8) через ряд промежуточных пунктов в Азербайджанскую ССР, работал строителем, стекольщиком. Мать — Галина Израилевна Кудельман (урождённая Долина, 1932—2000), работала секретарём-машинисткой. Родители были похоронены на 3-м еврейском кладбище в Одессе.
Первый муж — Анатолий Михайлович Миончинский (род. 14 декабря 1946, Ленинград), джазовый музыкант, бывший второй дирижёр оркестра «Современник» (1980—1987). До брака с певицей был женат на Людмиле, в 1978 году у него умер от рака восьмилетний сын Георгий, в 2017 году стал инвалидом, с дочкой и внучкой Лариса Долина ему запретила общаться. Дочь Ангелина Долина (при рождении Миончинская) (род. 19 мая 1983), домохозяйка, по образованию юрист, занималась бизнесом, владела двумя строительными компаниями, мечтала стать фотографом, художницей или дизайнером. Внучка — Александра (род. 28 сентября 2011).
Второй муж (1987—1998) — Виктор Александрович Митязов (род. 30 мая 1961), бас-гитарист.
Третий муж (1998—2016) — Илья Борисович Спицын (род. 28 августа 1968), бас-гитарист, продюсер.

## Творчество

### Репертуар

#### Песни на музыкуМурада Кажлаева
- «Бесконечное кружение» (Б. Дубровин)
- Вальс для вас (Б. Дубровин)[58]
- «Восточный мотив» (Б. Дубровин)[58]
- «Все слова любви» (П. Синявский)
- «Зацветёт кизил весной» (А. Абу-Бакар) дуэт с Л. Серебренниковым
- «Мелодии Бархатного сезона»: «Мелодия Моря» / «Танцуй Весёлый „Лэм-бэк-уок“» (М. Подберёзский) на английском языке[59]
- «Несостоявшееся знакомство» (Б. Дубровин) на русском языке[59], (М. Подберёзский) на английском языке, дуэт с Л. Серебренниковым
- «Приходи в мой сад» (А. Абу-Бакар)
- «Радуга-дуга» (А. Абу-Бакар)[58]
- «Сентиментальный романс» (И. Резник) на русском языке[58], (М. Подберёзский) на английском языке
- «Солнышко» (Р. Рождественский) при участии квартета «Гая»[58]
- «Такая судьба» (Б. Дубровин)
- «Только ты» (Б. Дубровин) на русском языке[59], (М. Подберёзский) на французском языке
- «Чемпион» (Б. Дубровин)[58]
- «Я вас люблю» (И. Резник) дуэт с Л. Серебренниковым
- «Я жду тебя» (В. Портнов)

#### Песни на музыкуЮрия Саульского
- «Две мечты» (И. Шаферан)[60]
- «Зеркало» (Н. Денисов)
- «Не забывай» (Л. Завальнюк)[60]
- «Приглашение к вальсу» (Н. Денисов)
- «Счастья тебе, Земля» (Л. Завальнюк)
- «Я без тебя — не я» (Л. Завальнюк)[60]

#### ПесниВиктора Резникова
- «Дельтаплан» (стихи А. Римицана)[61]
- «Льдинка»[61]
- «Новый год»
- «Половинка» (стихи в соавторстве с А. Римицаном)[61]
- «Практикантка Катя» (стихи в соавторстве с А. Римицаном)[61]
- «Признание»
- «Телефонная книжка»[61]
- «Я не умею танцевать» (стихи в соавторстве с Ю. Бодровым)

#### Песни на стихиМихаила Танича
- 1983 — «Верится» (Д. Львов-Компанеец)
- «Вишня» (Е. Дога)[62]
- «Гости» (Р. Горобец)
- «Группа крови» (Р. Горобец)
- «Диета» (Р. Горобец)
- 1990 — «Прости меня» (А. Укупник)
- 1995 — «До свидания» (Р. Горобец)
- «Любовь начинается просто» (Е. Дога)[62]
- «Мои проблемы» или «Нет проблем» (А. Укупник)
- «Москвичка» (Р. Горобец)
- «На последнем сеансе кино» (Е. Дога)[62]
- «Ноль градусов» (Р. Горобец)
- 1996 — «Погода в доме» (Р. Горобец)
- 1996 — «Ресторан» (Р. Горобец)
- 1996 — «Ты снишься мне» (Р. Горобец)
- 1997 — «Обижаюсь» (Р. Горобец)
- «Песня Нептуна» (Е. Дога)[62]
- «Проехали» (Р. Горобец)
- «Просто танго» (Р. Горобец)
- «Ревнуй меня» (Р. Горобец)
- 1999 — «Стена» (А. Укупник)
- «Танцплощадка» (Е. Дога)[62]
- «Третий звонок» (Р. Горобец)
- «Хочу быть любимой» (Р. Горобец)
- «Письма» (композитор — В. Ю. Быстряков. Компакт-диск — «Звезды и песни Владимира Быстрякова»)

### Дискография

#### Студийные альбомы
- 1983 — «Две мечты» (Песни Ю. Саульского, миньон: «Мелодия» С62 19059 009, записи 1982 г.)[63]
- 1986 — Музыка к кинофильму «Танцплощадка» («Мелодия» С60 24433 000, записи 1985 г.)[62]
- 1986 — «Песня Нептуна» (песни из кинофильма «Танцплощадка», миньон: «Мелодия» 45С62 24097 000)[64]
- 1986 — «Затяжной прыжок» (На пластинке указаны 1984—1985 гг. записи, но идентичные фонограммы песен «Лето без тебя, как зима» и «Признание» уже издавались в 1982 г.[65], а песни «Я без тебя — не я» — в 1983 г.[66] Песня «Затяжной прыжок» выпущена в новой аранжировке)[67]
- 1988 — «Карточный домик». Песни В. Резникова[61]
- 1989 — «Новый день» («Балкантон», BTA 12515)[68]
- 1990 — «Жёлтый дьявол». Песни И. Корнилевича (миньон: «Мелодия» С62 30413 008, записи 1988—1989 гг.)[69]
- 1993 — «Льдинка»
- 1993 — «Прости меня»
- 1994 — «Привыкай к Ларисе Долиной»
- 1995 — «Долина в долине страстей»
- 1996 — «Прощай»… нет «До свидания»
- 1997 — «Погода в доме»
- 1998 — «Счастливая доля»
- 1999 — «Певица и музыкант»
- 2000 — «Эпиграф»
- 2000 — «По-новому жить»
- 2002 — «Carnival of Jazz»
- 2003 — «Острова любви»
- 2004 — «Оттепель»
- 2006 — «Обожжённая душа»
- 2008 — «Hollywood Mood»
- 2009 — «Carnival of Jazz-2: No comments»
- 2010 — «Route 55»
- 2012 — «LARISA»
- 2015 — «Снимем маски, господа»

### Видеография
- 1996 —  Ангел
- 1996 —  До свидания
- 1997 —  Погода в доме
- 1999 —  Стена
- 1999 —  Три розы
- 2004 —  Не понял
- 2006 —  Цветы под снегом
- 2020 —  По встречной

### Работа в кино и на телевидении

#### Вокал
- 1978 — Обыкновенное чудо — вокал Эмилии в песне «Ах, сударыня, вы, верно, согласитесь»
- 1978 — 31 июня — вокал леди Нинет
- 1981 — Проданный смех — вокал мачехи
- 1982 — Чародеи — вокал Нины Пуховой в песне «Три белых коня»[70][71]
- 1982 — Принцесса цирка — вокал Мари
- 1984 — Вместе с Дунаевским (музыкальный телефильм) — вокал
- 1985 — Координаты смерти — вокал Кэт Френсис в балладе «The land of Vietnamese»
- 1985 — Зимний вечер в Гаграх — вокал певицы Ирины Мельниковой
- 1985 — Танцплощадка — вокал Жанны (роль Людмилы Шевель)
- 1985 — Самая обаятельная и привлекательная — вокал певицы по телевизору у фарцовщика
- 1987 — Остров погибших кораблей — вокал «Песня в баре»
- 1987 — Человек с бульвара Капуцинов — вокал Дианы Литтл, солистки кабаре салуна «У Гарри»
- 1988 — Убить дракона — вокал Эльзы, дочери архивариуса
- 1990 — Рок-н-ролл для принцесс — вокал королевы (роль Светланы Немоляевой)
- 1991 — Тень, или Может быть, всё обойдётся — вокал Юлии Джули (роль Марины Неёловой)
- 1993 — Настя — исполнение песни «Мыла Марусенька белые ножки»
- 2000 — Бременские музыканты & Co — вокал Атаманши
- 2007 — Любовь-морковь — вокал за кадром «Perhaps»

#### Роли в кино
- 1978 — Бархатный сезон — певица
- 1983 — Мы из джаза — Клементина Фернандес, кубинская певица
- 1989 — Сувенир для прокурора — певица Лариса
- 1995 — Старые песни о главном 1 (телефильм) — заведующая сельпо
- 1996 — Старые песни о главном 2 (телефильм) — Лариса Михайловна, заведующая клубом
- 1997 — Новейшие приключения Буратино — черепаха Тортила
- 1997 — Старые песни о главном 3 (телефильм) — королева Анна Австрийская / камео
- 2000 — Старые песни о главном. Постскриптум (телефильм) — Уитни Хьюстон
- 2002 — Золушка — фея-крёстная
- 2007 — Лузер — Лариса Долина (камео)
- 2003 — С Новым годом! С новым счастьем! — Аэлита Ивановна / Лариса Долина
- 2005 — Первый скорый — джазовая певица
- 2006 — Первый дома — камео
- 2008 — Красота требует… — камео* 2017 — Жги! — камео

#### Озвучивание мультфильмов
- 1977 — Охотники (мультфильм) — вокал
- 1979 — Очень синяя борода (мультфильм) — Вивиана / жена детектива
- 1988 — Это что ещё такое? (мультфильм) —   (также в украиноязычной версии — «Що тут коїться іще?»)[источник не указан 3393 дня]
- 2010 — Принцесса и лягушка (мультфильм) — волшебница Мама Оди
- 2019 — Умка на ёлке — вокал

#### ТВ-проекты
- 2006 ― «Две звезды» (1-й сезон; вместе с Гариком Мартиросяном, победа)[72]
- 2013 ― «Универсальный артист» (победа)[73]
- 2015 ― «Вместе с дельфинами»[74]
- 2016 ― «Один в один!» (4-й сезон; член жюри)[75]
- 2020 — «Маска» (1-й сезон; выступала в костюме Оленя, 3-е место)[76]
- 2023 ― «Три аккорда» (7-й сезон; победа)[77]
- 2023 ― «Две звезды. Отцы и дети» (2-й сезон; вместе с внучкой Александрой Миончинской, заняли 6 позицию в турнирной таблице, вручён специальный приз жюри)[78][79]
- 2023 ― «Аватар» (2-й сезон; выступала под аватаром Мухи-Цокотухи, выбыла в 7-м выпуске)[80]

### Концертные туры и мюзиклы
- 1994 — «Что хочу, то и пою»
- 1998—1999 — «Певица и музыкант»
- 2002—2003 — «Карнавал джаза»
- 2004—2005 — «Оттепель»
- 2008—2010 — «Карнавал джаза 2»
- 2010 — «Бенефис на бис»
- 2010—2013 — «Любовь и шпионаж» (мюзикл)
- 2010—2013 — «Сны экстраверта»
- 2013 — «Чикаго» (мюзикл) — Матрона «Мама» Мортон
- 2020 — «Суини Тодд» (мюзикл; Московский театр на Таганке) — миссис Ловетт

## Награды и премии
Государственные награды:

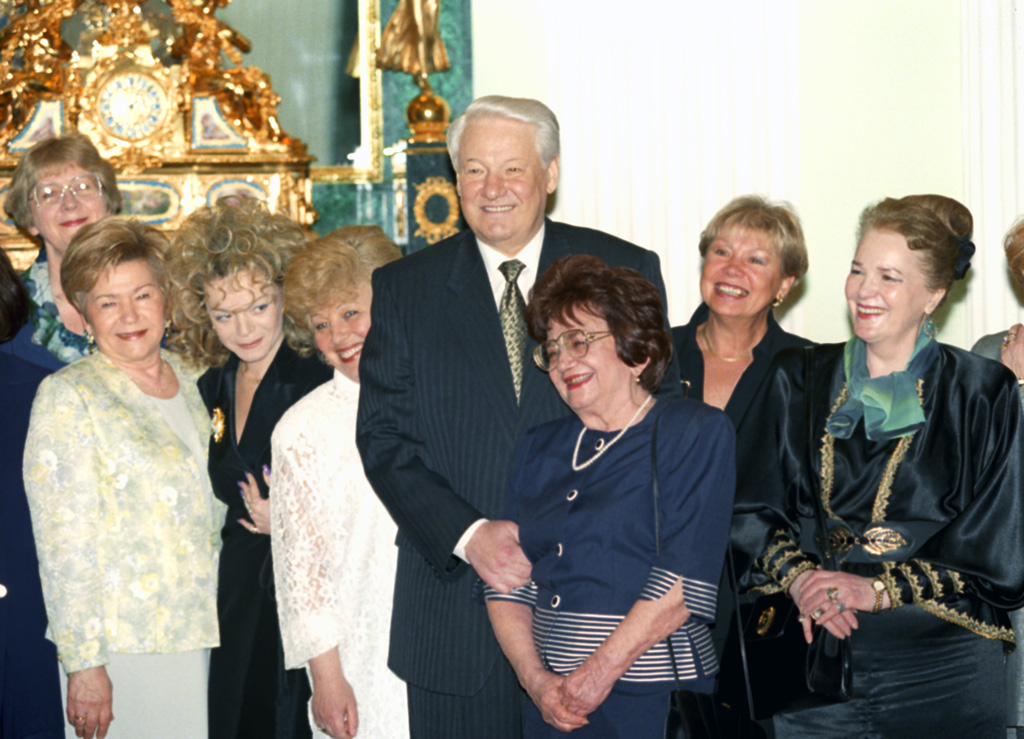
Президент России Борис Ельцин на встрече с известными россиянками. Москва, Кремль, 8 марта 1998 года. Долина третья слева.

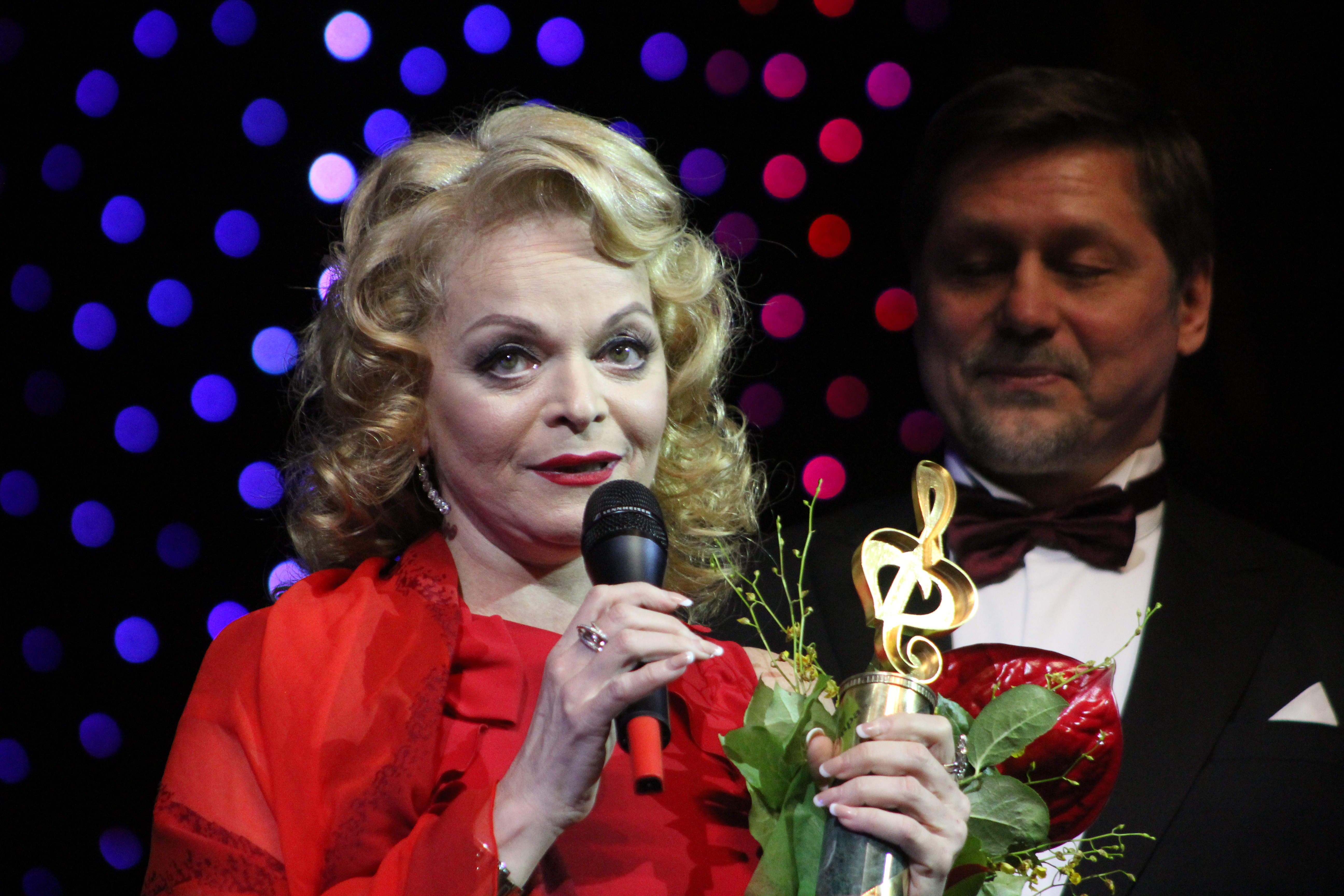
Лариса Долина на церемонии вручения премии «Музыкальное сердце театра». 10 декабря 2012 года.

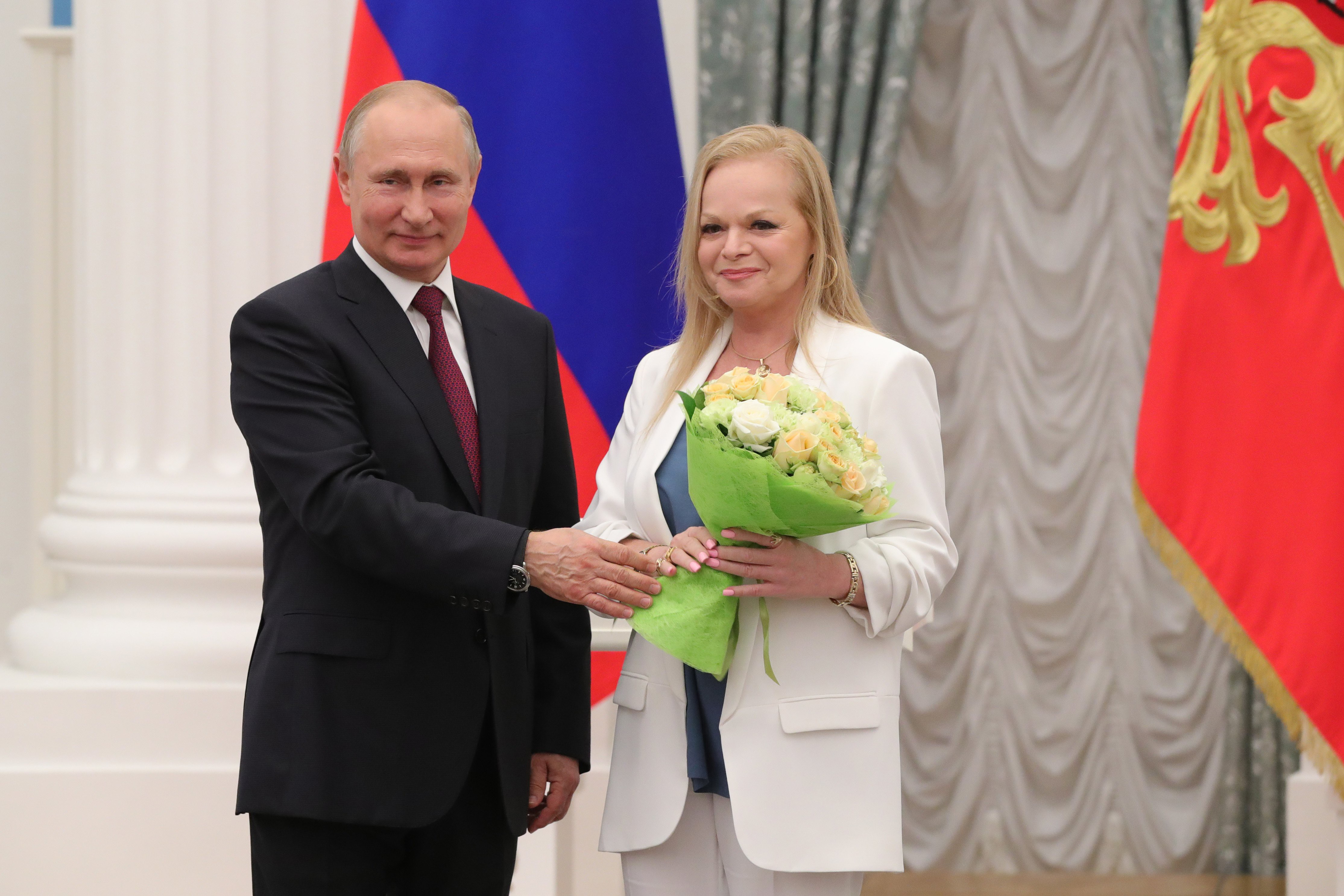
Лариса Долина с Президентом России Владимиром Путиным во время награждения орденом Дружбы. Москва, Кремль, 23 мая 2019 года.

- 1993 — почётное звание «Заслуженный артист Российской Федерации» (16 июня 1993) — за заслуги в области музыкального искусства[81].
- 1998 — почётное звание «Народный артист Российской Федерации» (26 января 1998) — за большие заслуги в области искусства[3].
- 2005 — орден Почёта — за большой вклад в развитие музыкального искусства[82].
- 2018 — орден Дружбы — за большой вклад в развитие отечественной культуры и искусства, многолетнюю плодотворную деятельность[83].

Другие награды, премии, поощрения и общественное признание:
- 1978 — вторая премия и звание лауреата на XI Всероссийском конкурсе исполнителей советской песни «Сочи-78»[источник не указан 4347 дней].
- 1979 — специальный приз на конкурсе эстрадной песни в Таллине (Эстонская ССР)[источник не указан 4347 дней].
- 1981 — гран-при и приз за лучшее исполнение чешской песни на фестивале в городе Готвальдов (Чехословакия).
- 1986 — диплом в финале фестиваля «Песня года».
- 1991 — титул «Лучшая певица страны» на Всесоюзном конкурсе «Профи»[источник не указан 4347 дней].
- 1994 — приз «Хрустальный дельфин» на Всесоюзном конкурсе в Ялте[источник не указан 4347 дней].
- 1994 — лауреат национальной российской музыкальной премии «Овация» в номинации «Лучшая солистка года в жанре рок-музыки»[9].
- 1996 — лауреат национальной российской музыкальной премии «Овация» в номинации «Лучшая исполнительница года в жанре популярной музыки»[9].
- 1997 — лауреат национальной российской музыкальной премии «Овация» в номинации «Лучшая солистка года»[9].
- 1997 — лауреат премии «Золотой граммофон» (15 ноября 1997) — за песню «Погода в доме»[9].
- 1998 — лауреат национальной российской музыкальной премии «Овация» в номинации «Лучший альбом года» — за альбом «Погода в доме».
- 1998 — лауреат Премии МВД Российской Федерации в области литературы и искусства (май 1998)[84].
- 5 марта 1998 года в Кремле президент России Борис Ельцин поздравил Ларису Долину с почётным званием «Женщина года»[источник не указан 4347 дней].
- 1999 — лауреат премии «Стопудовый хит» от российской музыкальной радиостанции «Хит FM» (июнь 1999) — за песню «Случайный прохожий»[источник не указан 4347 дней].
- 2000 — лауреат премии «Стопудовый хит» от российской музыкальной радиостанции «Хит FM» (2 сентября 2000) — за песню «Не надо»[источник не указан 4347 дней].
- 2000 — специальный приз «За вклад в развитие российского шоу-бизнеса» премии «Стопудовый хит» от российской музыкальной радиостанции «Хит FM» (2 сентября 2000)[85].
- 2004 — лауреат IV национальной премии общественного признания достижений женщин России «Олимпия» за 2004 год Общероссийской общественной организации «Российская академия бизнеса и предпринимательства» (16 декабря 2004)[86].
- 2005 — лауреат премии «Золотой граммофон» «За вклад в развитие отечественной музыки» (2 декабря 2005) — за песню «Цветы под снегом»[9].
- 2012 — специальный приз жюри национальной премии «Музыкальное сердце театра» «Большой дуэт» (совместно с Д. Харатьяном) — за звёздный тандем в мюзикле «Мата Хари. Любовь и шпионаж» («Руартспроджект», Москва).
- 2020 — лауреат премии «Золотой граммофон» «За вклад в развитие отечественной музыки» (12 декабря 2020) — за песню «По встречной».
- 2020 — специальный приз в номинации «Легенда отечественной эстрады» V Российской национальной музыкальной премии «Виктория» в Москве (3 декабря 2020)[87][88].
- 2022 — лауреат премии «Золотой граммофон» (10 декабря 2022) — за песню «Двое на ветру».
- 2022 — диплом в финале фестиваля «Песня года», за песню «Давай по-хорошему» (дуэт с Николаем Басковым).
- 2023 — лауреат премии «Шансон года» «За вклад в развитие отечественной музыки» (22 апреля 2023) — за песню «Погода в Доме».
- 2023 — лауреат премии «Золотой граммофон» (29 ноября 2023) — за песню «Дубликат»
- 2023 — диплом в финале фестиваля «Песня года», за песню «Дубликат»
- 2024 — лауреат премии «Золотой граммофон» (12 декабря 2024) — за песню «Билась в твоё сердце»
- 2024 — диплом в финале фестиваля «Песня года», за песню «Билась в твоё сердце»
- 2025 — лауреат премии «Золотой граммофон» — за песню «Я буду любить тебя»
- 2025 — диплом в финале фестиваля «Песня года», за песню «Я буду любить тебя».

## Документальные фильмы и телепередачи
- «Лариса Долина. „Мне надоело быть железной“» («Первый канал», 2010)[89]
- «Лариса Долина в кино. „Звёзды советского экрана“» («Москва 24», 2021)[90]

## Скандалы
Лариса Долина стала жертвой крупного мошенничества. Преступники, действовавшие с территории Украины, представились сотрудниками правоохранительных органов и убедили артистку продать свою пятикомнатную квартиру в центре Москвы за 112 миллионов рублей. Мошенники также заставили Долину перевести деньги от продажи и личные сбережения на якобы «безопасные счета». В общей сложности певица лишилась более 200 миллионов рублей. Мошенники использовали различные методы, включая применение нейросетей для генерации поддельных документов. Они также пытались заложить дачу артистки и оформить кредиты под залог её недвижимости на сумму более 50 миллионов рублей. По данному факту возбуждено уголовное дело. Пятеро подозреваемых, включая женщину-курьера, уже задержаны. Квартира Долиной в настоящее время находится под арестом.